# Juga laurae
Juga laurae är en snäckart som först beskrevs av Goodrich 1944.  Juga laurae ingår i släktet Juga och familjen Pleuroceridae. IUCN kategoriserar arten globalt som otillräckligt studerad. Inga underarter finns listade i Catalogue of Life.